# Ogilbia galapagosensis
Ogilbia galapagosensis is een  straalvinnige vissensoort uit de familie van naaldvissen (Bythitidae). De wetenschappelijke naam van de soort is voor het eerst geldig gepubliceerd in 1965 door Max Poll & LeLeup.
De soort staat op de Rode Lijst van de IUCN als Bedreigd, beoordelingsjaar 2022.